# ناحية العدل
تتميز ناحية العدل بطابعها العشائري مما كسبها سمعه بالكرم والجود ناحيه العدل هي إحدى النواحي الصغيرة تقع إلى الجنوب من مدينة العمارة مركز محافظة ميسان في العراق بمسافة 45 كم بينما تبعد عن مركز قضاء المجر الكبير بمسافة 11 كم وهي تابعة له إداريا  والتي تسكنها منذ مئات السنين يسكنها عدد كبير من العشائر.